# Aphanogmus bicolor
Aphanogmus bicolor är en stekelart som beskrevs av William Harris Ashmead 1893. Aphanogmus bicolor ingår i släktet Aphanogmus och familjen pysslingsteklar. Inga underarter finns listade i Catalogue of Life.